# Ujocci
L'Ujocci (Union des Journalistes Culturels de Côte d'Ivoire), créée en 1997, rassemble des journalistes de toutes tendances rédactionnelles confondues (radio, presse écrite et TV).  Elle a pour mission de promouvoir et défendre le patrimoine culturel ivoirien.
Elle est présidée par le journaliste culturel Philippe Kla depuis le 10 novembre 2018.